# Shofirkon
Shofirkon (uzb. cyr.: Шофиркон; ros.: Шафиркан, Szafirkan) – miasto w środkowym Uzbekistanie, w wilajecie bucharskim. W 2016 roku liczyło 14 tys. mieszkańców.